# كيسي ولمان
كيسي ولمان (بالإنجليزية: Casey Wellman)‏ هو لاعب هوكي الجليد أمريكي، ولد في 18 أكتوبر 1987 في Castro Valley, California ‏ في الولايات المتحدة.

## وصلات خارجية
- كيسي ولمان على موقع دوري الهوكي الوطني (الإنجليزية)
- كيسي ولمان على موقع قاعة مشاهير الهوكي (لاعب أن.إتش.أل) (الإنجليزية)
- كيسي ولمان على موقع دوري الهوكي للقارات (الإنجليزية)
- كيسي ولمان على موقع EliteProspects.com (الإنجليزية)
- كيسي ولمان على موقع Eurohockey.com (الإنجليزية)
- كيسي ولمان على موقع HockeyDB.com (الإنجليزية)
- كيسي ولمان على موقع Hockey-Reference.com (الإنجليزية)